# Plongeon aux Jeux olympiques d'été de 2016
Navigation
Londres 2012 Tokyo 2020
Les épreuves de plongeon des Jeux olympiques d'été de 2016 ont lieu du 7 au 20 août 2016 au Parc aquatique Maria-Lenk à Rio de Janeiro au Brésil. Le plongeon est une des quatre disciplines aquatiques des Jeux avec la natation, le water-polo et la natation synchronisée.
À cette occasion, 8 épreuves sont organisés (soit 4 pour les hommes et 4 pour les femmes): le tremplin à 3 m individuel, le tremplin à 3 m synchronisé, le haut-vol à 10 m individuel et le haut-vol à 10 m synchronisé.
Le plongeon sera représenté par 136 athlètes lors des Jeux de 2016.

## Système de qualification
Chaque nation peut qualifier au maximum 16 nageurs (soit jusqu'à 8 hommes et 8 femmes) et peut faire participer au maximum 2 plongeurs dans les épreuves individuels et une équipe dans les épreuves synchronisés.
Pour les épreuves de plongeon individuels, les qualifiés sont :
- les douze finalistes dans chaque épreuve des championnats du monde 2015
- les 5 champions continentaux dans chaque épreuve
- et jusqu'à 18 demi-finalistes de la coupe du monde de plongeon 2016.

Pour les épreuves synchronisés (équipes), les qualifiés sont:
- les trois premiers dans chaque épreuve des championnats du monde 2015
- les quatre premiers dans chaque épreuve à la coupe du monde 2012
- et le pays hôte (le Brésil).

Note : Les places qualificatives vont à la nation : elles ne sont pas liés au plongeur individuel qui a obtenu une place lors des différents épreuves de qualification. Toutefois, un plongeur individuel ne peut qu'obtenir qu'une place pour sa nation.

## Nations participantes
29 nations participent aux épreuves de plongeon aux Jeux olympiques de 2016.
- Afrique du Sud (1)
- Allemagne (8)
- Australie (9)
- Autriche (1)
- Biélorussie (2)
- Brésil (9)
- Canada (7)
- Chine (13)
- Colombie (4)
- Corée du Nord (3)
- Corée du Sud (1)
- Croatie (1)
- Égypte (4)
- États-Unis (10)
- France (3)
- Grande-Bretagne (11)
- Hongrie (1)
- Irlande (1)
- Italie (8)
- Jamaïque (1)
- Japon (3)
- Malaisie (6)
- Mexique (9)
- Nouvelle-Zélande (1)
- Pays-Bas (1)
- Porto Rico (1)
- Russie (8)
- Ukraine (7)
- Venezuela (2)

## Résultats

### Podiums

#### Hommes
| Épreuve                                             | Or                                       | Argent                                 | Bronze                                      |
| --------------------------------------------------- | ---------------------------------------- | -------------------------------------- | ------------------------------------------- |
| Tremplin à 3 mètres résultats détaillés             | Cao Yuan                                 | Jack Laugher                           | Patrick Hausding                            |
| Haut-vol à 10 mètres résultats détaillés            | Chen Aisen                               | Germán Sánchez                         | David Boudia                                |
| Tremplin à 3 mètres synchronisé résultats détaillés | Grande-Bretagne Jack Laugher Chris Mears | États-Unis Sam Dorman Mike Hixon       | Chine Cao Yuan Qin Kai                      |
| Haut-vol à 10 m synchronisé résultats détaillés     | Chine Lin Yue Chen Aisen                 | États-Unis David Boudia Steele Johnson | Grande-Bretagne Tom Daley Daniel Goodfellow |

#### Femmes
| Épreuve                                             | Or                           | Argent                                          | Bronze                                   |
| --------------------------------------------------- | ---------------------------- | ----------------------------------------------- | ---------------------------------------- |
| Tremplin à 3 mètres résultats détaillés             | Shi Tingmao                  | He Zi                                           | Tania Cagnotto                           |
| Haut-vol à 10 mètres résultats détaillés            | Ren Qian                     | Si Yajie                                        | Meaghan Benfeito                         |
| Tremplin à 3 mètres synchronisé résultats détaillés | Chine Wu Minxia Shi Tingmao  | Italie Tania Cagnotto Francesca Dallapé         | Australie Maddison Keeney Anabelle Smith |
| Haut-vol à 10 m synchronisé résultats détaillés     | Chine Liu Huixia Chen Ruolin | Malaisie Jun Hoong Cheong Pandelela Rinong Pamg | Canada Meaghan Benfeito Roseline Filion  |

### Tableau des médailles
| Rang  | Nation          | Or | Argent | Bronze | Total |
| ----- | --------------- | -- | ------ | ------ | ----- |
| 1     | Chine           | 7  | 2      | 1      | 10    |
| 2     | Grande-Bretagne | 1  | 1      | 1      | 3     |
| 3     | États-Unis      | 0  | 2      | 1      | 3     |
| 4     | Italie          | 0  | 1      | 1      | 2     |
| 5     | Mexique         | 0  | 1      | 0      | 1     |
| 5     | Malaisie        | 0  | 1      | 0      | 1     |
| 7     | Canada          | 0  | 0      | 2      | 2     |
| 8     | Allemagne       | 0  | 0      | 1      | 1     |
| 8     | Australie       | 0  | 0      | 1      | 1     |
| Total | Total           | 8  | 8      | 8      | 24    |